# Pachycraerus octostriatus
Pachycraerus octostriatus är en skalbaggsart som beskrevs av Lewis 1898. Pachycraerus octostriatus ingår i släktet Pachycraerus och familjen stumpbaggar. Inga underarter finns listade i Catalogue of Life.